# Pygery
Pygery är en ort i Australien. Den ligger i kommunen Wudinna och delstaten South Australia, omkring 360 kilometer nordväst om delstatshuvudstaden Adelaide.
Trakten runt Pygery är nära nog obefolkad, med mindre än två invånare per kvadratkilometer.. Närmaste större samhälle är Wudinna, nära Pygery.
Trakten runt Pygery består till största delen av jordbruksmark. Genomsnittlig årsnederbörd är 454 millimeter. Den regnigaste månaden är juni, med i genomsnitt 90 mm nederbörd, och den torraste är oktober, med 9 mm nederbörd.